# Prurito
Il prurito è una sensazione che provoca il desiderio o il riflesso di grattarsi. Molti tentativi sono stati fatti per classificarlo come un'esperienza sensoriale, ma non si è mai arrivati a una chiara definizione. La scienza moderna ha dimostrato che esso possiede molte somiglianze con il dolore e, mentre entrambe sono esperienze sensoriali spiacevoli, i loro modelli comportamentali di risposta sono diversi. Il dolore crea un riflesso di ritiro, mentre il prurito porta al grattarsi. Entrambe le fibre nervose amieliniche deputate a rilevare il prurito e il dolore hanno origine nella pelle. Tuttavia, le loro informazioni vengono trasferite al sistema nervoso centrale attraverso due distinti sistemi che utilizzano entrambi gli stessi fasci nervosi e il tratto spinotalamico.. Le terminazioni nervose delle fibre deputate a veicolare la sensazione di prurito sono sensibili a mediatori dell'infiammazione, come l'istamina, e alla mucunaina.